# Juba-tó
A Juba-tó (észtül: Juba järv) Észtország Võru  megyéjében található tó. A Võru községhez tartozó Juba faluban fekszik, a falutól délkeleti irányban. Területe 1,5 ha.

## Földrajza
Az 1,6 hektáros vízfelülettel rendelkező tó legmélyebb pontján 4,8 méter mély, míg átlagos mélysége 2,5 méter. A tó partvonala 584 méter hosszú, szélessége 75 méter, hossza 235 méter.